# Minicomics Les Maîtres de l'univers

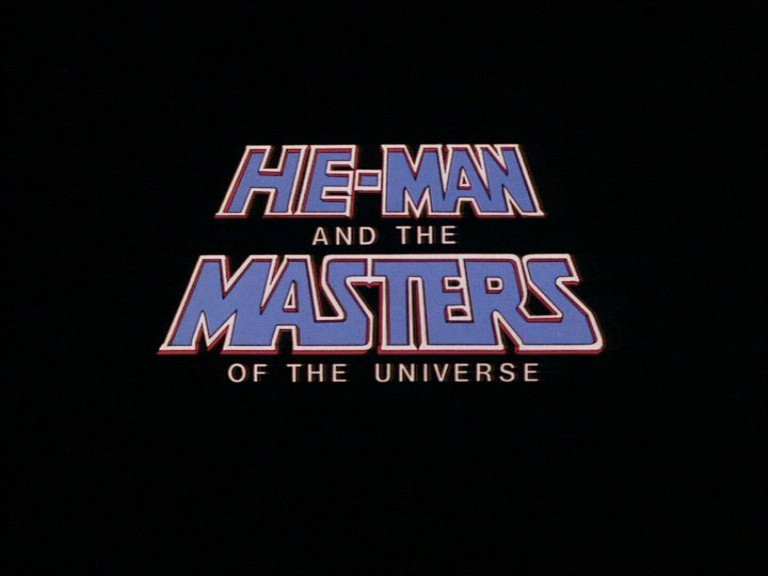
"He-Man et les maîtres de l'univers" Titre d'un épisode des maitres de l'univers

Chaque figurine articulée des trois séries était accompagnée d'un minicomics racontant l'histoire du personnage. Certains des premiers ont été créés par DC, puis Mattel a réalisé les suivants. De qualité très inégale, certains minicomics sont néanmoins de réels chefs-d'œuvre. De très grands noms du comics y ont fait leurs débuts tels que Mark Texeira (auteur des séries Dents de sabre, Panthère Noire), Bruce Timm (producteur des séries animées Batman, la série animée, La Ligue des justiciers, etc.) ou encore Alfredo Alcala. Les minicomics ci-dessous sont classés selon leur numéro de code.

## Les Maîtres de l'univers

### 1981
Les premiers minicomics sont plus de courtes histoires illustrées que de réelles BD. Les traits d'Alfredo Alcala évoquent d'ailleurs les anciennes gravures. Antérieure au dessin animé, leur histoire se situe dans une continuité sensiblement différente (rebaptisée Mini-Eternia). Musclor y est présenté comme un barbare itinérant sur une planète post-apocalyptique où la Grande guerre a dévasté toutes les civilisations, laissant armes et techniques de pointe à l'abandon.
Lorsque Musclor rencontre la Sorcière (appelée The Goddess), qui en est la gardienne, celle-ci lui offre un équipement capable de développer son pouvoir. À la suite de cette guerre, une brèche dimensionnelle a permis à Skeletor, le Seigneur de la destruction, de pénétrer sur Eternia. Son but est de s'emparer du Château des ombres qui lui permettra de devenir le maître de l'univers. Pour ce faire, le sorcier doit réunir les deux moitiés du glaive magique. Aidé du Maître d'armes et de Tila, Musclor décide de combattre Skeletor et ses sbires.
- He-Man and the Power Sword
- King of Castle Grayskull
- Battle in the Clouds
- The Vengeance of Skeletor! / La Vengeance de Skeletor

### 1982
La deuxième série est produite par DC Comics, dessinée par Mark Texeira. Elle se place dans le continuum de Mini-Eternia et relate les origines des personnages de la 2e vague de jouets et celles de Tila. On y apprend que la jeune fille est en réalité un clone de la Sorcière réalisé par Skeletor 20 ans plus tôt.
- He-Man Meets Ram-Man!
- The Ordeal of Man-E-Faces!
- The Terror of Tri-Klops!
- The Menace of Trap Jaw!
- The Magic Stealer!
- The Power of… Point Dread!
- The Tale of Teela!

### 1983
Cette 3e série marque un changement radical dû à la série animée : Musclor n'est plus un barbare mais le Prince Adam, capable de se métamorphoser grâce au glaive magique. Les personnages de Randor, de Marlena et d'Orko sont introduits et la Sorcière a désormais la même apparence qu'à l'écran. Certains minicomics sont d'ailleurs des transpositions d'épisodes de la série.
- Dragon's Gift / Le Don du dragon
- Masks of Power / Les Masques du pouvoir
- Secret Liquid of Life!
- He-Man and the Insect People / Musclor et le peuple des insectes
- Double-Edged Sword
- Temple of Darkness!
- Slave City!
- Siege of Avion / Le Siège d'Avion
- Clash of Arms / Le Choc des armes
- Musclor contre Gueldor pour L'élixir de Vie

### 1984
La 4e série est marquée par l'introduction de la Horde sauvage bannis sur la planète Etheria. Leur leader Hordak est l'ancien mentor de Skeletor, revenu pour se venger de lui. Hordak devient également un adversaire majeur pour Musclor alors qu'à l'écran, il est le nemesis de She-Ra, la princesse du pouvoir. Sur le plan artistique, les minicomics dessinés par Bruce Timm sont de bonne facture. En revanche, d'autres sont réellement bâclés.
- The Obelisk
- Skeletor's Dragon
- Battle of Roboto
- Hordak - The Ruthless Leader's Revenge! / La Vengeance d'Hordak
- Spikor Strikes
- Stench of Evil! / Les Miasmes maléfique
- Mantenna and the Menace of the Evil Horde! / Mantenna et la menace de la Horde sauvage
- Grizzlor: The Legend Comes Alive! / Grizzlor la Légende devenue réalité
- Leech - The Master of Power Suction Unleashed! / Sansor se déchaine

### 1985
Outre la mise en scène de nouveaux personnages, cette 5e série est marquée par l'introduction des Hommes-Serpents. Ces conquérants venus de l'espace ont été bannis il y a des siècles par le Conseil des Sages. Leur leader - Roi Hiss - forme une alliance avec Skeletor. Ce nouvel élément dans la mythologie d'Eternia présente des divergences vis-à-vis de la série animée She-Ra, la princesse du pouvoir diffusée à l'écran. On retrouve encore Bruce Timm au dessin de certaines histoires. 
- Treachery of Modulok!
- Flying Fists of Power! / Le pouvoir de l'éclair
- Terror Claws Strike!
- Rock People to the Rescue! / Le Peuple des rochers à la rescousse
- King of the Snake Men
- Between a Rock and a Hard Place!
- Warrior Machine!
- Fastest Draw in the Universe!
- Snake Attack! / Snake Attack
- Eye of the Storm / L'Ouragan
- Menace of Multi-Bot!
- The Hordes of Hordak / Les hordes d'Hordak
- Escape From the Slime Pit!

### 1986
Cette dernière série commence par un minicomics centré sur les personnages du film live. Les autres minicomics apportent d'importantes révélations avec l'apparition des Trois tours, la source du pouvoir ultime sur Eternia. Tout d'abord, on apprend que les Anciens les auraient enfouies afin de les préserver des Hommes-Serpents il y a plusieurs siècles. Ensuite, Hordak prétend avoir aidé à la construction de ces édifices. Enfin, un lien est abordé entre Skeletor et Keldor, le mystérieux frère disparu du Roi Randor, laissant supposer qu'ils ne seraient qu'une seule et même personne. Le dernier minicomics ouvre un nouvel arc (The Powers of Grayskull) qui commence par le voyage de Musclor et de la Sorcière dans un passé préhistorique (Preternia). Ils y rencontrent d'anciens héros opposés aux Hommes-Serpents, qui s'avèrent être dirigés par un mystérieux leader. Avec l'arrêt de la gamme de jouet, cette histoire restera sans suite.
- Ultimate Battleground!
- Search for Keldor / À la recherche de Keldor
- Revenge of the Snake Men!
- Enter… Buzz-Saw Hordak! / Hordak entre en scène!
- Powers of Grayskull: The Legend Begins!
- Energy Zoids
- Cosmic Key (spécial Film)/ La clé cosmique

## She-Ra Princesse du pouvoir

### 1984
- The Story of She-Ra
- Journey to Mizar
- The Hidden Symbols Mystery
- Disappearing Treasures
- Adventure of the Blue Diamond

### 1985
- Across the Crystal Light Barrier
- A Fishy Business
- A Most Unpleasant Present
- A Born Champion

### 1986
- Don't Rain on my Parade
- Where Hope has Gone
- Fantastic Fashions

## He-man Héros du futur

### 1989
- The New Adventure
- Skeletor's Journey
- Battle for the Crystal
- The Revenge of Skeletor